# Eon (muzikant)
Eon, echte naam Ian Loveday (22 september 1954 – Londen, 17 juni 2009), was een Engels ravemuzikant en muziekproducent. Eon werd vooral bekend door het acid techno-nummer Spice (november 1990).
Zijn opnames vonden in de vroege jaren 1980 hun weg naar de piratenzenders in Londen en werden op plaat uitgebracht bij kleine labels zoals BAAD en Vinyl Solution. Op zijn debuutalbum Void Dweller (september 1992) bracht hij donkere en harde beats met fragmenten van David Lynch' Dune en thema's uit de horrorfilm Basket Case.
Zijn muziek vormde een link tussen de vroege Detroit-techno en de moderne dance. De muziek kende in het begin van de jaren 1990 veel aanhang bij diskjockeys en muzikanten.
Eon stierf in juni 2009 in een ziekenhuis in Londen aan een longontsteking.

## Discografie

### Albums
- Void Dweller (1992)
- Basket Case (1992)
- Sum of Parts (2002)
- Device (2006)
- Brain Filter (2007)
- Great Indoors (2008)